# おくま山古墳
おくま山古墳（おくまやまこふん）は、埼玉県東松山市の柏崎古墳群内にある帆立貝形古墳である。「柏崎1号墳」と編号されている。また「熊野山古墳」とも呼ばれる。1971年（昭和46年）に東松山市指定史跡に指定されている。

## 概要
規模は
- 墳丘長62メートル
- 後円部径40メートル・高さ7.0メートル
- 前方部幅20メートル・高さ1.5メートル

馬蹄形の周溝がまわっている。1986年（昭和61年）に周溝の一部で発掘調査が行われ、盾持ち人埴輪4体と円筒埴輪片が検出されている。主体部は不明。埴輪の特徴から6世紀前半の築造と考えられる。

## ギャラリー

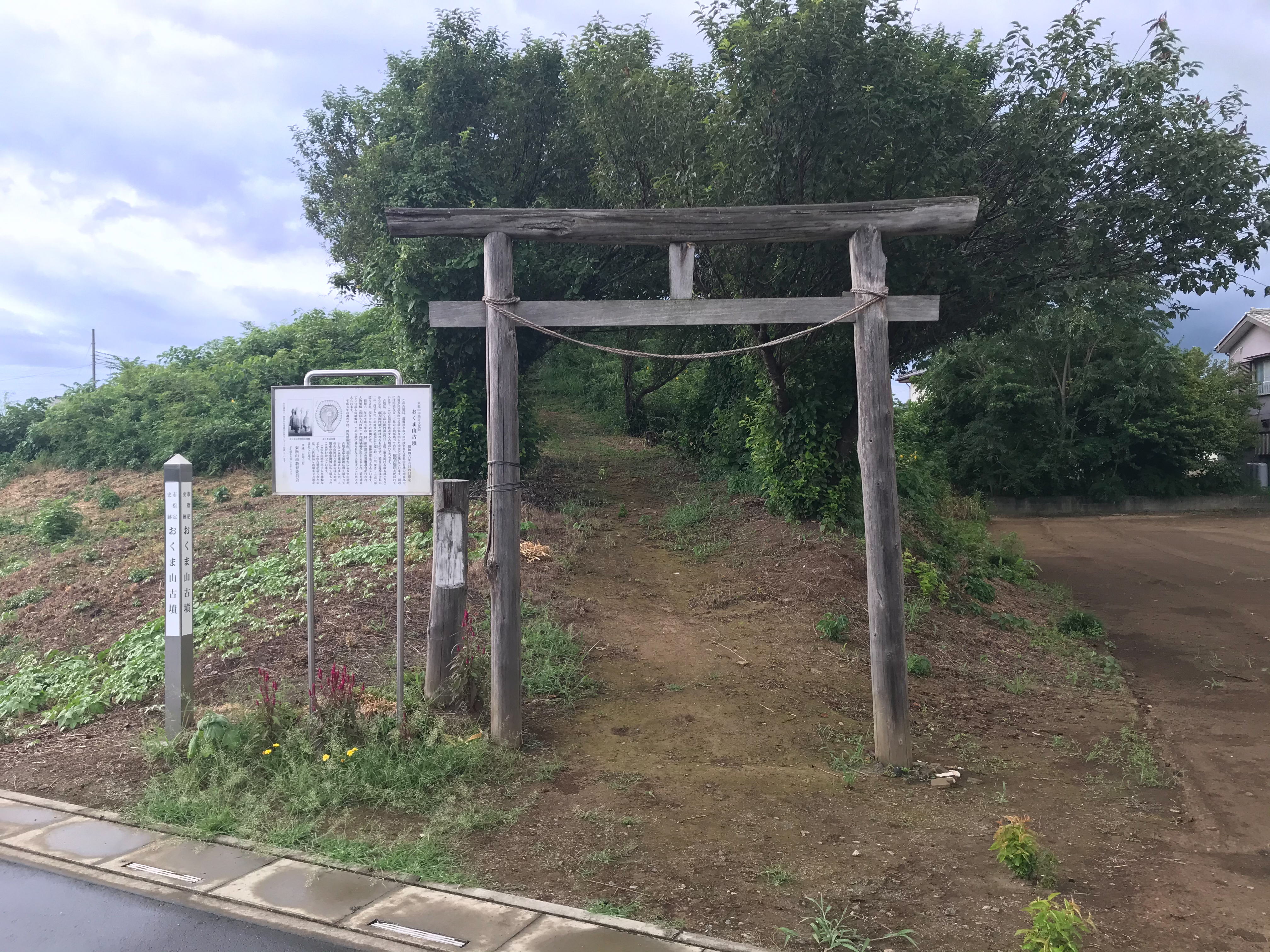
鳥居・墳丘（南）
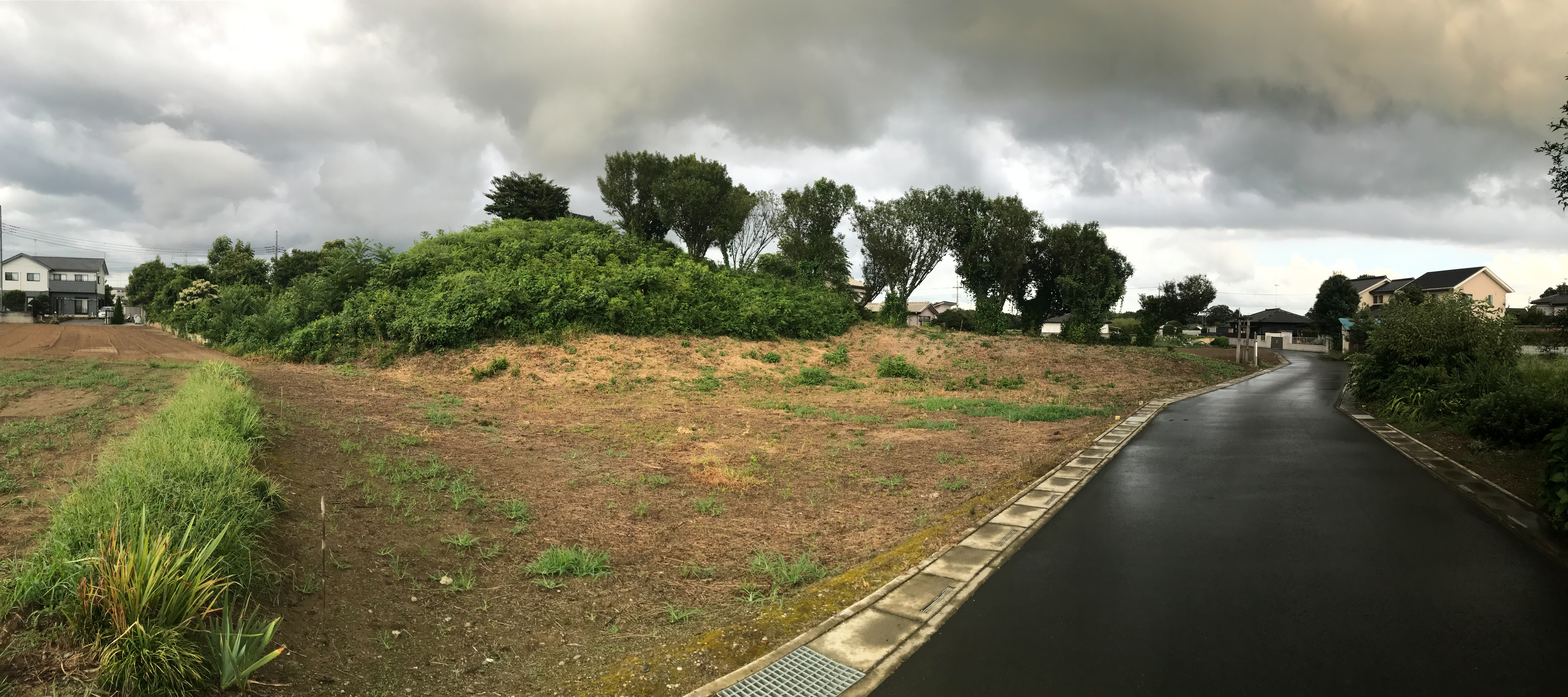
墳丘（南西）
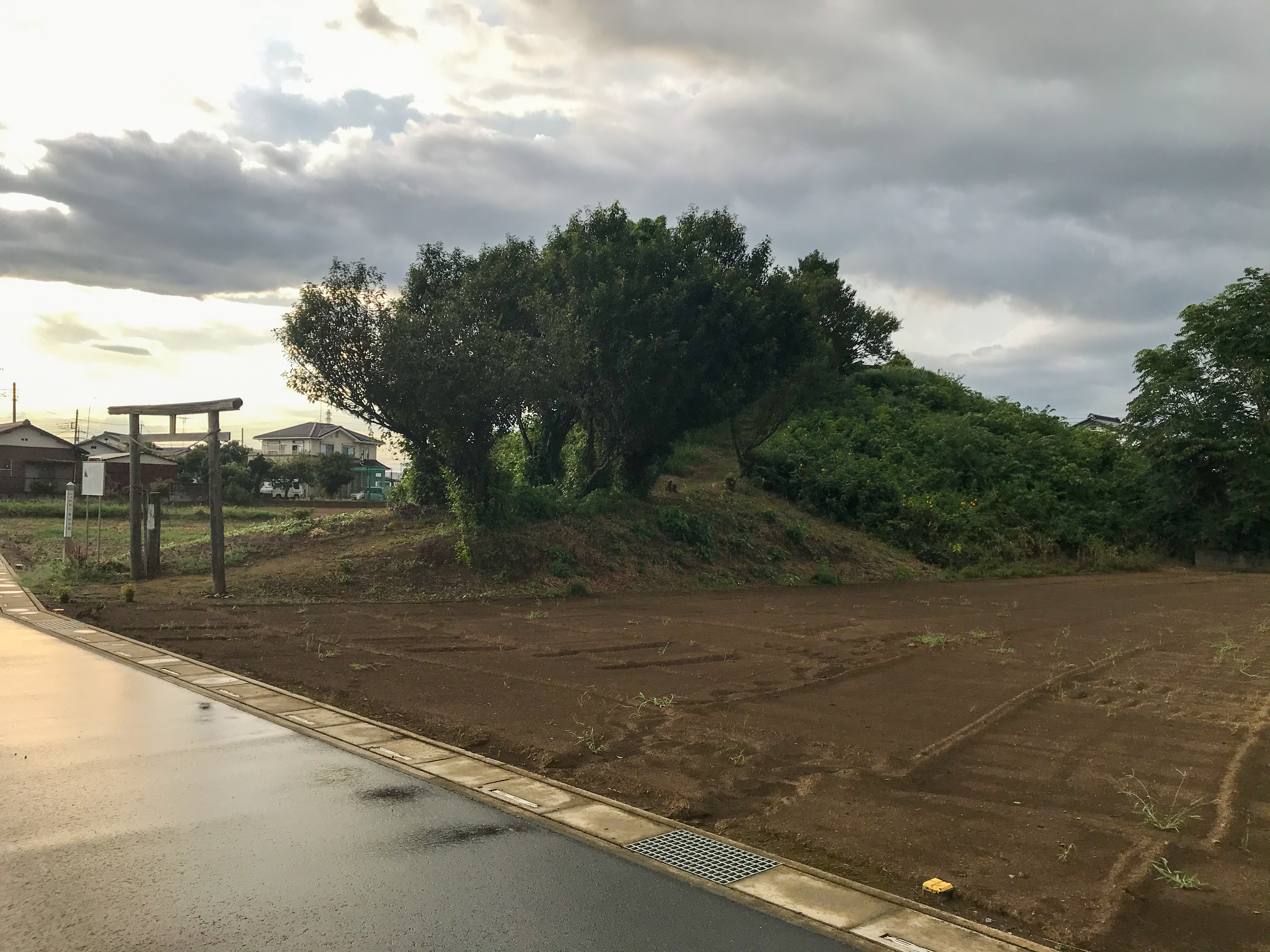
墳丘（南東）
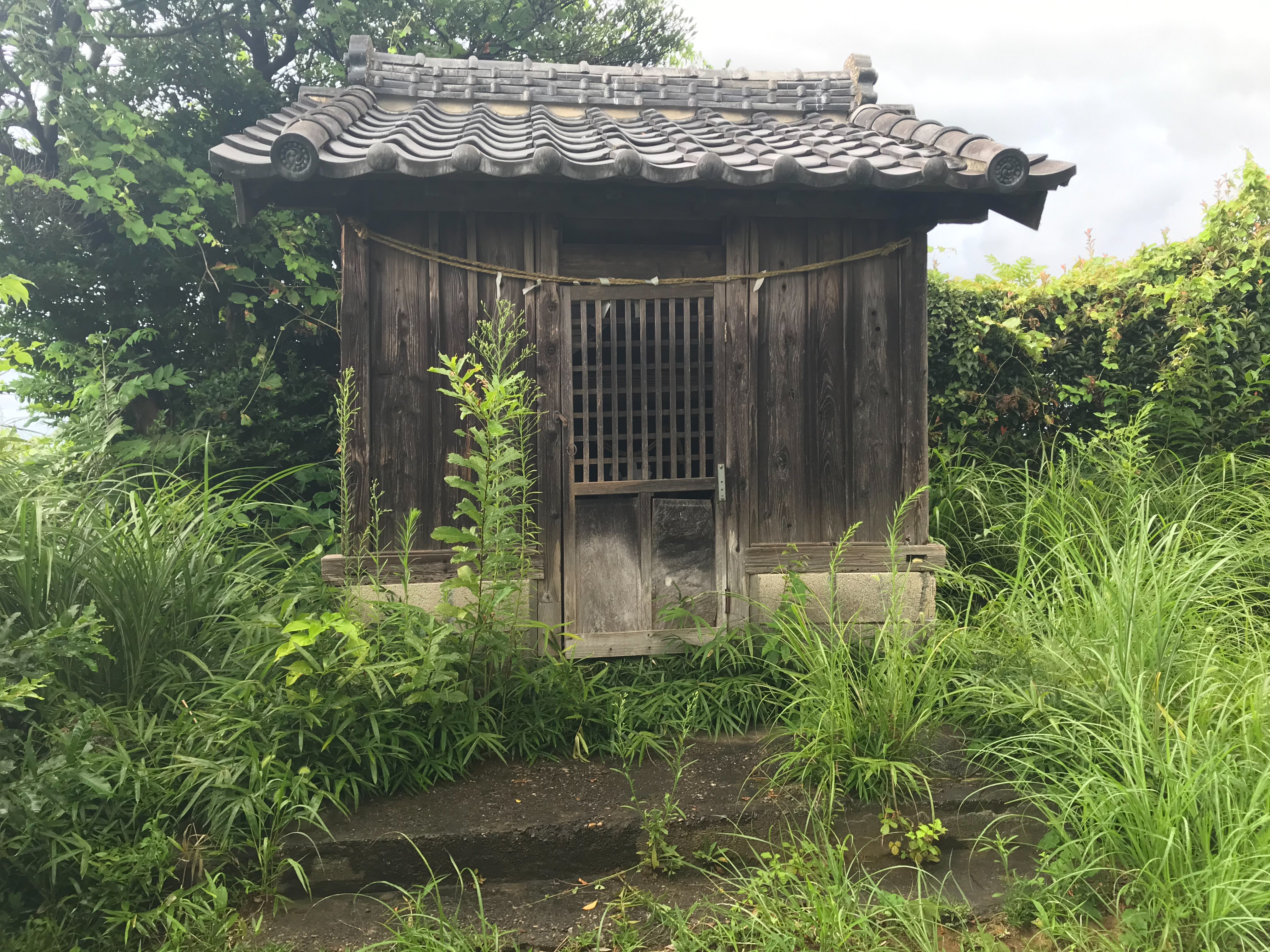
墳頂